# Dany Schwickerath
Dany Schwickerath (* 13. Februar 1969 in Trier; eigentlich Daniel Schwickerath, Spitzname Mr. Quickfinger) ist ein deutscher Jazz-Gitarrist und  Jazzgitarrenlehrer.

## Wirken
In der elften Klasse verließ Schwickerath das Gymnasium, um sich seiner musikalischen Ausbildung zu widmen. Er nahm Unterricht bei Gitarristen wie Erich Pützer, Michael Sagmeister, John Abercrombie und Peter O’Mara. An der Folkwangschule Essen nahm er ein Studium in Gitarre, Harmonie, Komposition und Arrangement auf.
Seitdem war Schwickerath in verschiedenen Jazz-Formationen im Raum Trier aktiv, war aber auch international auf Tournee, unter anderem mit Bobby Shew und Lee Konitz. Mit letzterem nahm er 1996 das Album Subconscious Lee auf. 2006 gründete er mit der niederländisch-luxemburgischen Sängerin Edith van den Heuvel das Duo Schwickerath & van den Heuvel. 2009 nahmen sie das Album Hidden Waltz auf.
Schwickerath lebte zehn Jahre in Essen und unterrichtete an der dortigen Folkwang-Hochschule, an der er zuvor selbst studiert hatte. 2000 war er an einer CD zum 70-jährigen Jubiläum der Hochschule beteiligt.
Später lehrte er E-Gitarre an der Musikschule Lippstadt. Heute gibt er Privatunterricht in Trier.

## Diskografische Hinweise
- Subconscious Lee (u. a. mit Lee Konitz, 1996)
- 70 Jahre (Musik aus Vier Jahrhunderten) (Folkwang-Hochschule Essen, 2000)
- Hidden Waltz (Schwickerath & van den Heuvel, 2009)